# متحف نورشوبينغ الفني
يحتوي متحف نورشوبينغ الفني على واحدة من أهم المجموعات الفنية السويدية في الحداثة والفن المعاصر. بالإضافة إلى ذلك، يحتوي المتحف على مجموعة كبيرة من الرسومات وحديقة منحوتات مورقة تمثل ساحة هادئة في وسط المدينة.

## تاريخ المتحف
يعود تاريخ المتحف إلى مطلع القرن العشرين، حين تبرع السيّد بير شوارتس بما شكّل نواة المجموعة الفنية للمتحف. وقد عُرضت هديته، التي ضمّت مئات الأعمال الفنية في ڤيلا شوارتس، التي كانت آنذاك متحف ومكتبة معًا. انتقل المتحف إلى مقره الحالي في ساحة كريستينابلاتسن في عام 1946، وهو مبنى من تصميم المعماري كورت فون شمالنزي. وقد خضع المتحف حينها لتجديد شامل، داخليًا وخارجيًا، بما يتلاءم مع خصائص مقره الجديد.
يعد متحف متحف نورشوبينغ الفني اليوم مكانًا للاجتماعات الفنية والتجارب الغير متوقعة. يضم المتحف واحدة من أهم مجموعات الفن الحديث والفن المعاصر في السويد، بالإضافة إلى واحدة من أكبر مجموعات الرسومات في البلاد. تتمحور المعارض في المتحف حول فنانين فرديين أو موضوعات معينة مع توفير نظرة عالمية. بالإضافة إلى ذلك، يمكنك الاستمتاع بالمحاضرات والبرامج الثقافية الأخرى في المتحف، والتي توسع وتعمّق تجربتك بطرق متعددة.

## اللوح الفنية في المجموعة
تتألف مجموعة اللوحات الفنية في متحف نورشوبينغ الفني، باستثناء بعض الأعمال، من الفن السويدي من القرن السابع عشر حتى الوقت الحالي، وتحوي المجموعة حوالي 1500 لوحة فنية. وتتألف جزء كبير من المجموعة من الأعمال الحداثية لفنانين مثل غوستا أدريان نيلسون وإسحاق غرونيفالد ‏ وسيجريد هييرتين وفيرا نيلسون ‏، وتشكل أشكال التجريد المختلفة جزءًا مهمًا آخر من المجموعة. وفي العقود الأخيرة، اهتم المتحف بنشاط بالفن النسائي واستثمر مبكرًا في الفن المعاصر.
يتم عرض جزء صغير فقط من المجموعة في قاعات المتحف السبعة، بينما يتم تخزين البقية في المخزن. وسعى المدير الأول للمتحف، آرون بوريليوس، إلى "متحف حي" والهدف هو أن يلتقي الزائر في القاعات بأعمال فنية جديدة وقديمة وفنانين معروفين بجانب الكلاسيكيين الصاعدين.
تم تعزيز المجموعة بالعديد من التبرعات، مثل تبرع كارل يوهان بولاندر بعدد من الأعمال الفنية في السبعينيات والثمانينيات، بما في ذلك أعمال لـأولا بيلجرين ‏ ولينا كرونكفيست ‏ وبيتر تيلبرج وهانس فيغرت، وتبرع المحامي ماتس نوردستروم بعدد كبير من الأعمال الفنية القديمة للمجموعة في عام 1970.

## الطباعة الفنية في المجموعة
تحتوي مجموعة متحف نورشوبينغ الفني على أوراق الطباعة الفنية من أواخر القرن الخامس عشر وحتى الوقت الحالي. وتتميز المجموعة، على عكس اللوحات والنحت، بأنها دولية. حيث تجمع بين المشاهد الدينية والأساطيرية والصور الفوتوغرافية والمناظر الطبيعية، بالإضافة إلى الصور التي تصور رعب الحرب. ومن خلال الشراء والهدايا، نمت مجموعة المتحف على مر السنين وتعتبر اليوم واحدة من أفضل المجموعات في البلاد.
تاريخ أوراق الطباعة الفنية يعود إلى الماضي البعيد، حيث كانت تستخدم تقنيات الطباعة الفنية لتعليم عن الأديان والتاريخ. ومع مرور الوقت، تطورت هذه التقنيات لتصبح فنًا بحد ذاته، وتشمل تقنيات مثل النقش على الخشب والنحاس والطباعة بالإبرة والنقش والليتوغرافيا والطباعة بالأشعة فوق البنفسجية. وتم تطوير هذه التقنيات للحاجة إلى تكرار الصورة ونشرها لجمهور أكبر. وقد استخدمت الصور المطبوعة لتزيين الكتب والتقاويم وصنع الصور الدينية وبطاقات اللعب وبرامج الأحداث الملكية، مثل حفلات الزفاف والجنازات.
وكانت التوفر الواسع للورق هو الشرط الأساسي لاستخدام الصور المطبوعة. فقد أنشئت مصانع ورق في أوروبا خلال العصور الوسطى. وتمت طباعة أول صورة بالنقش على الخشب في نهاية القرن الرابع عشر. وخلال القرون اللاحقة، من القرن الرابع عشر حتى القرن السادس عشر، تم تصنيع الصور المطبوعة أيضًا من الألواح المقواة والنحاسية النقشة أو المنقوشة، وكانت تستخدم بشكل شائع في الجمع بينها. ولم يتم اختراع الليتوغرافيا حتى عام 1798، وهي تقنية طباعة تتمثل في رسم الصورة بالطريقة اليدوية على الحجر الجيري باستخدام الحبر أو القلم. وأصبحت الليتوغرافيا التقنية الأكثر شيوعًا في القرن التاسع عشر، ولعبت دورًا هامًا في تزويد وسائل الإعلام اليومية بالصور.
وقد وصل الفنانون مثل البرت درير وريمبرانت وفرانسيسكو غويا وبيكاسو إلى إتقان تقنيات الطباعة الفنية. حيث كان لديهم علاقة شخصية بـالطباعة الفنية كوسيلة، ورأوا إمكانياتها. وأصبحوا رواداً في مجال الطباعة الفنية وساهموا في تطوير هذا الفن إلى شكل فني مستقل.

## حديقة النحت
تعتبر حديقة النحت واحة خضراء خلف متحف نورشوبينغ الفني، حيث يمكنك الاستمتاع بالفن على مدار الساعة. تشكل حديقة النحت جزءًا لا يتجزأ من متحف نورشوبينغ الفني، وتتضمن أشجار طبيعية وأشجار الزينة وممرات مخططة ومساحات خضراء تتفاعل مع الفن والمياه. تمت إنشاء حديقة النحت من خلال تبرع من قبل البناء Sture Gillgård. تم تصميم الحديقة بناءً على رسومات المهندس المعماري للحدائق العامة، ستيغ هيلرستروم، وافتتحت 24 سبتمبر 1960 بحضور عدد كبير من الحضور. اليوم، يحتوي حديقة النحت على 16 عمل فني، منها 15 منحوتة. وتتميز العديد من الأعمال بالفرادة وتم تمويلها عن طريق التبرعات من قبل الأفراد الخاصين للمساهمة في خلق مكان فريد في نورشوبينغ.

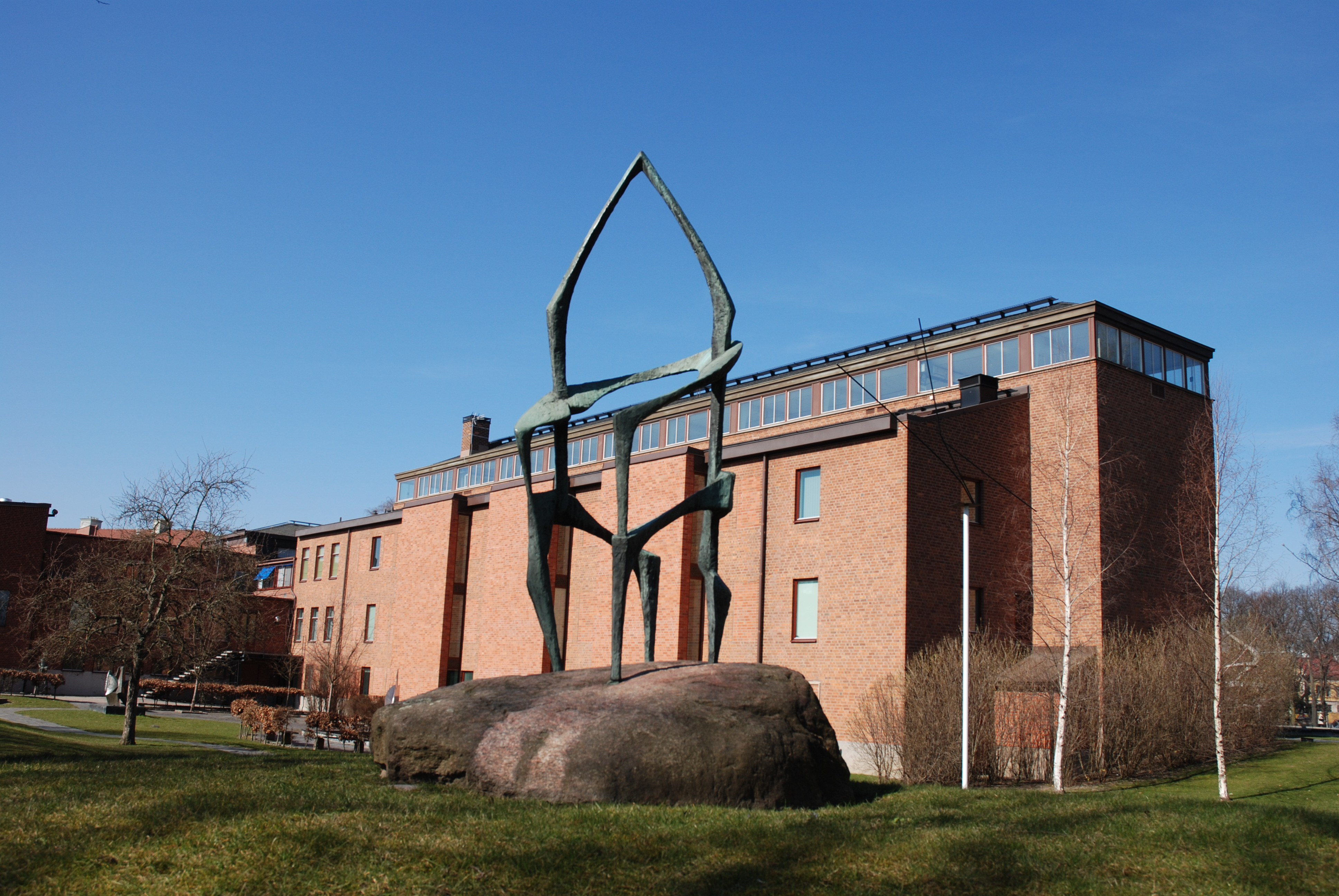
كاتدرائية آرني جونز
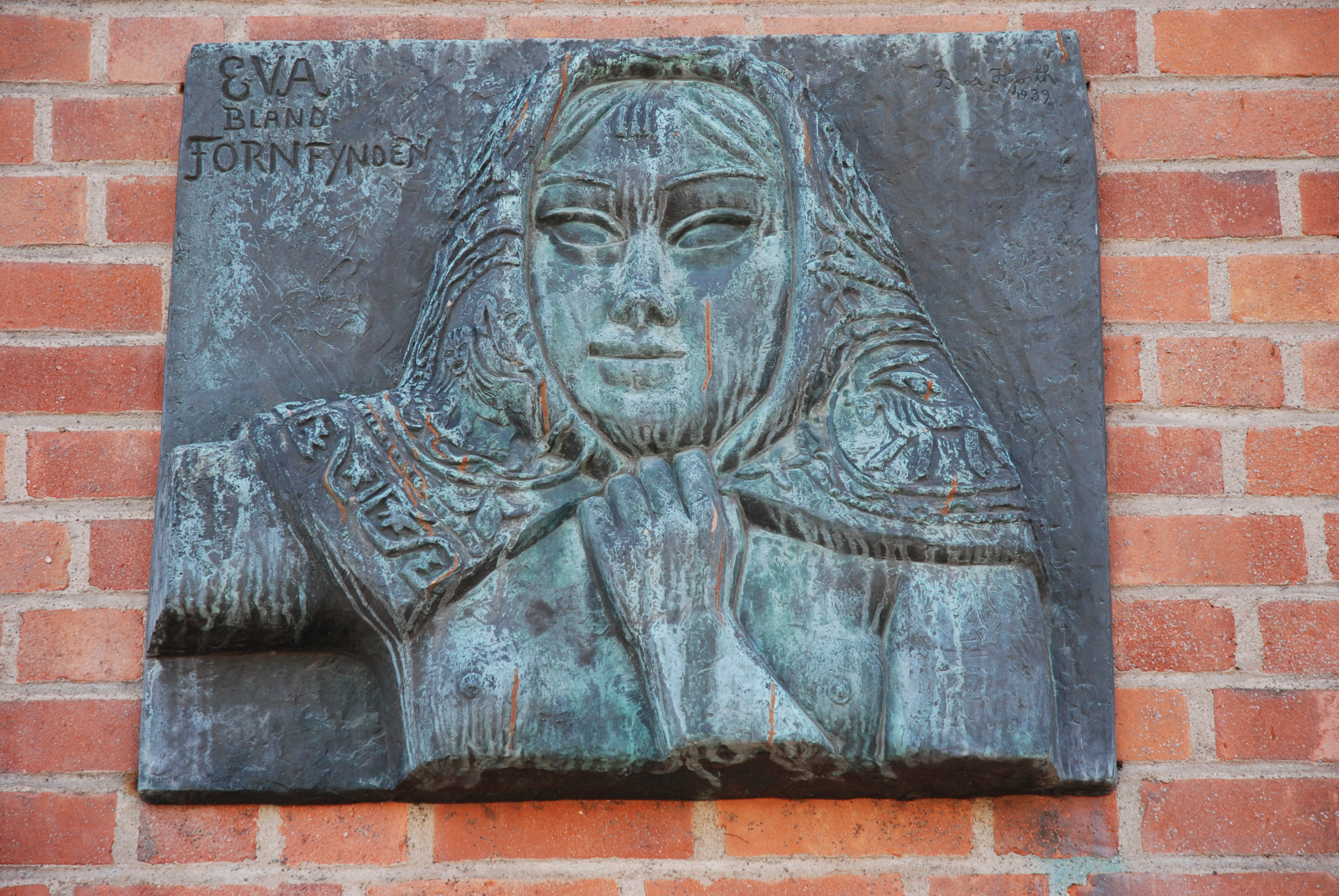
إيفا من بين الاكتشافات القديمة لبرور هورث  [لغات أخرى]‏
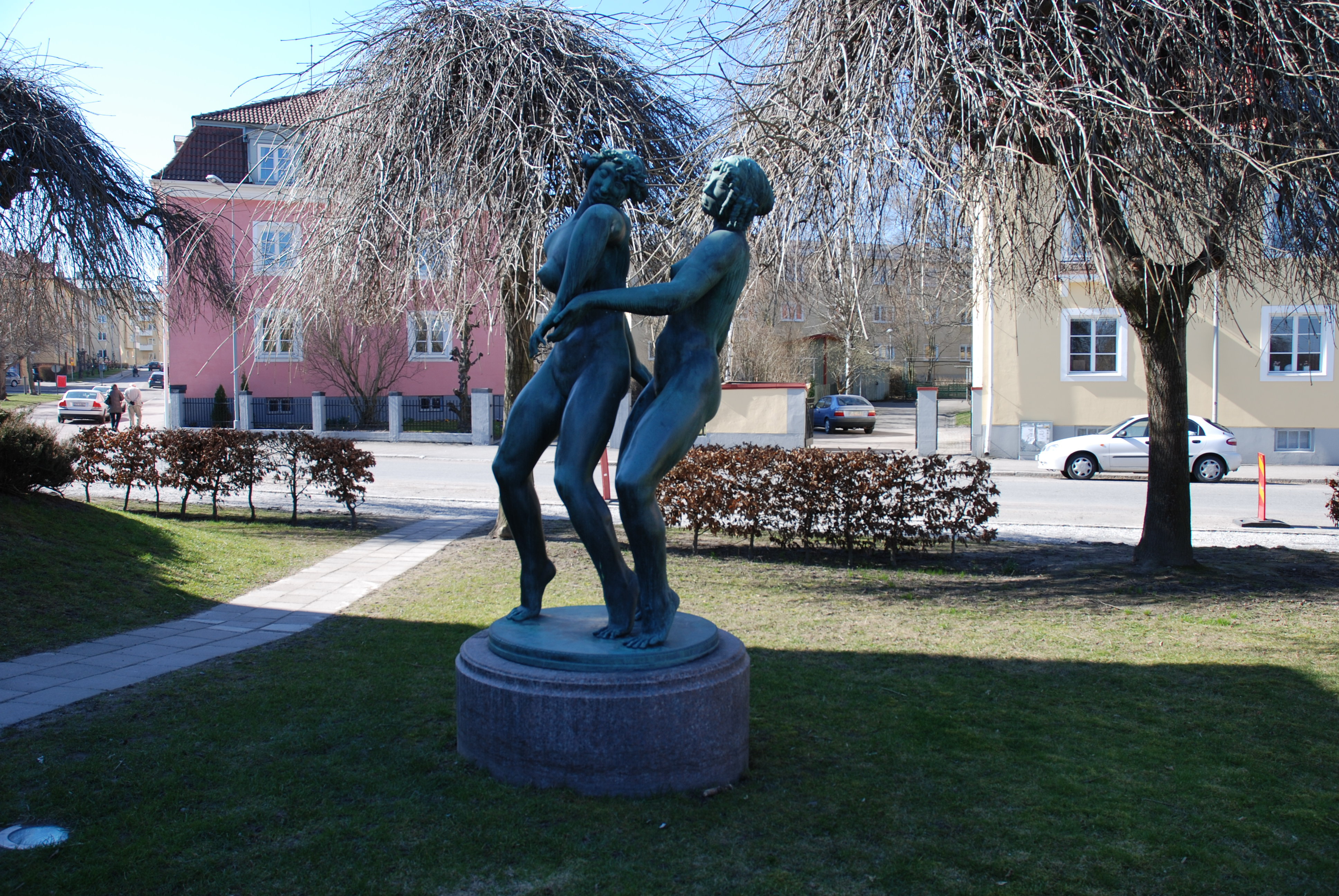
الراقصون لكارل ميلز
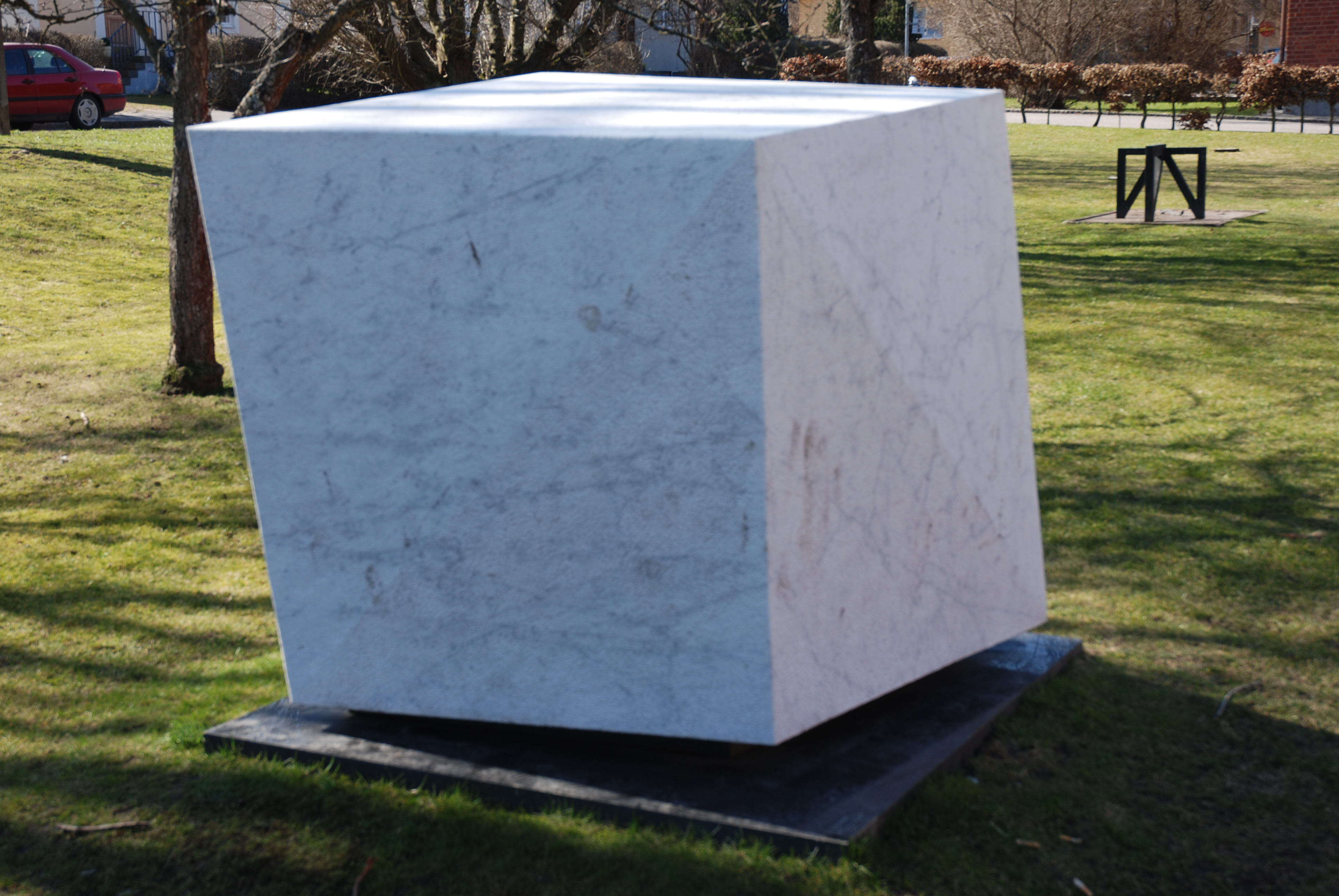
مكعب المرمر غيرت ماركوس
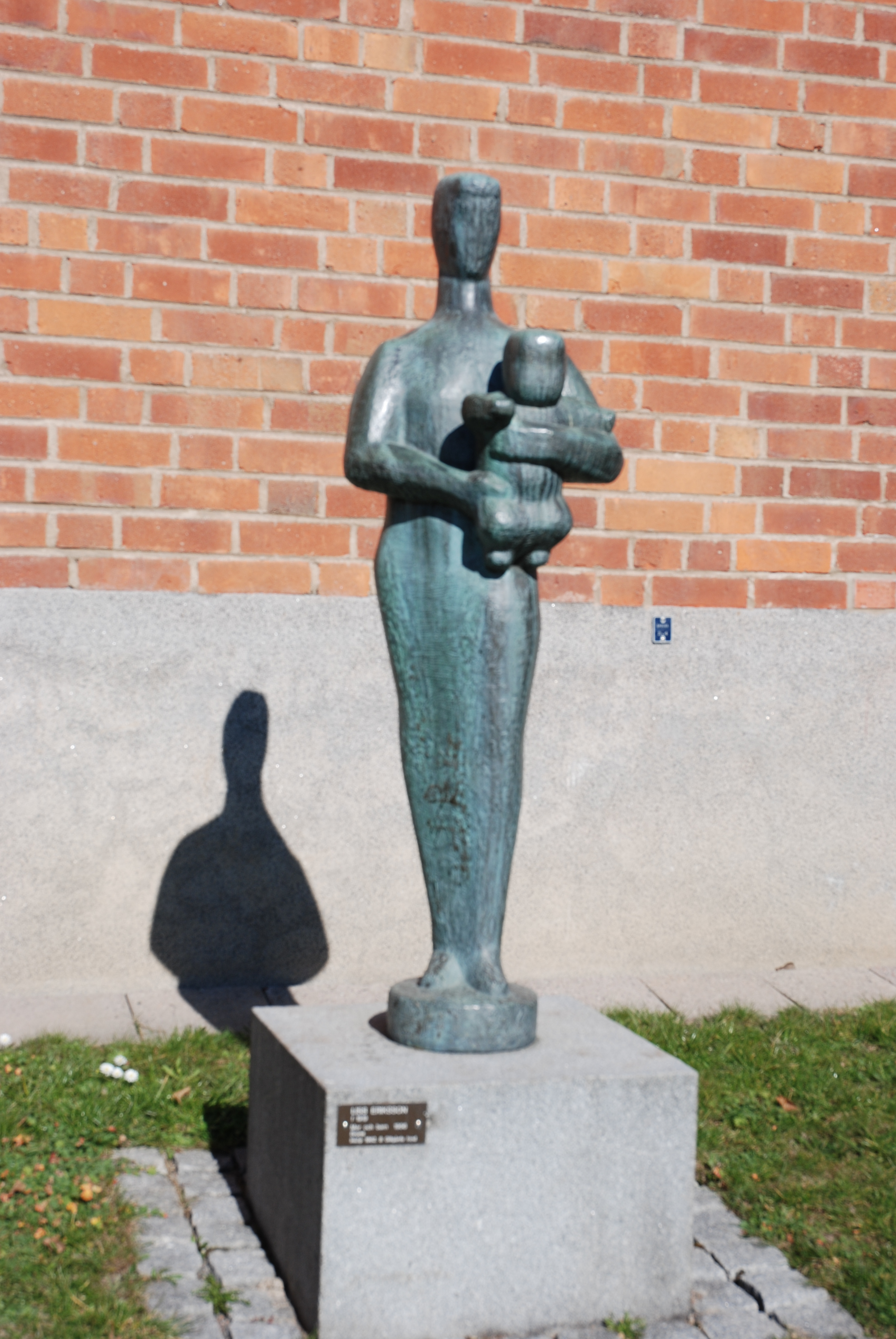
الأم والطفل - ليس إريكسون  [لغات أخرى]‏
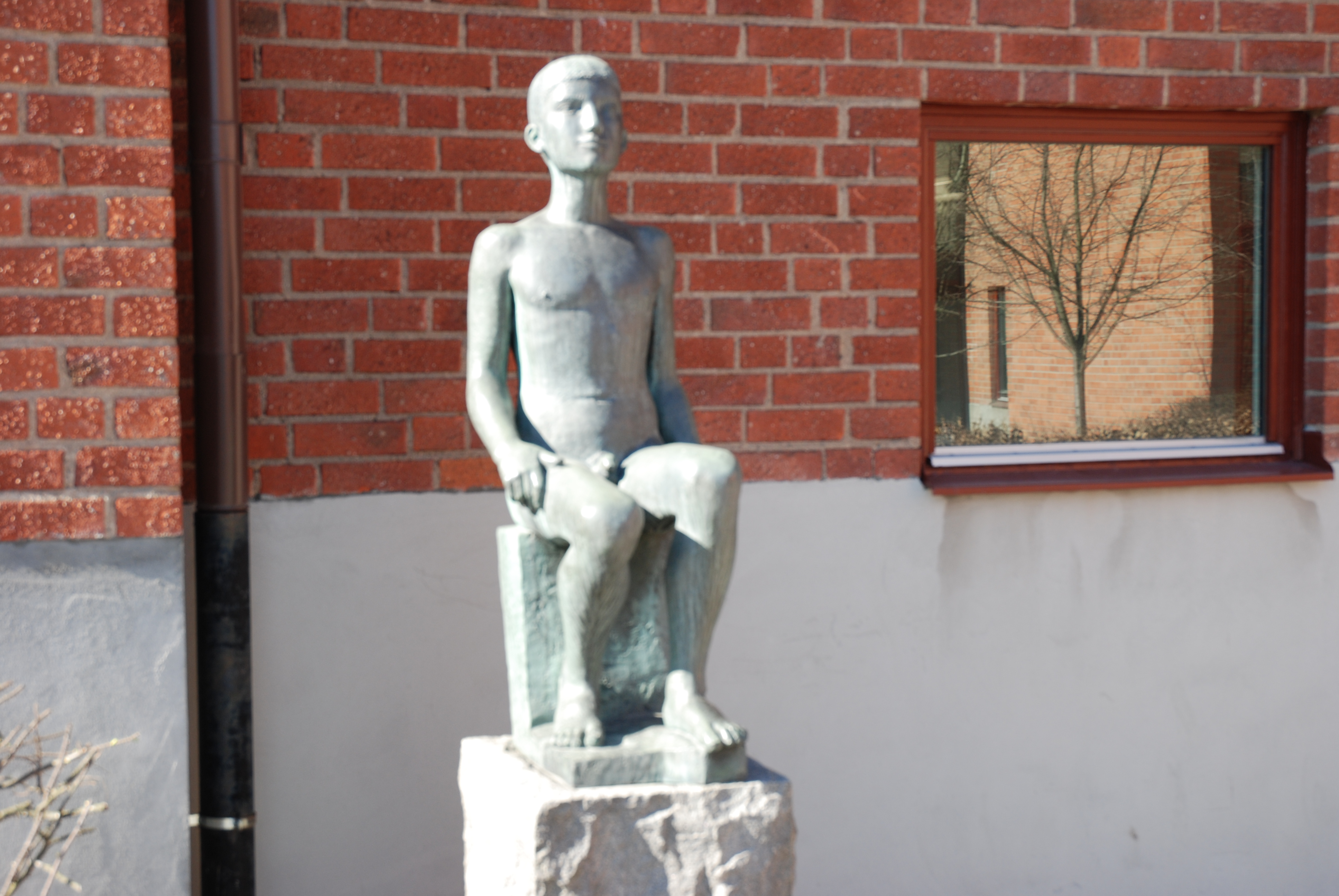
صبي جالس - برور ماركلوند
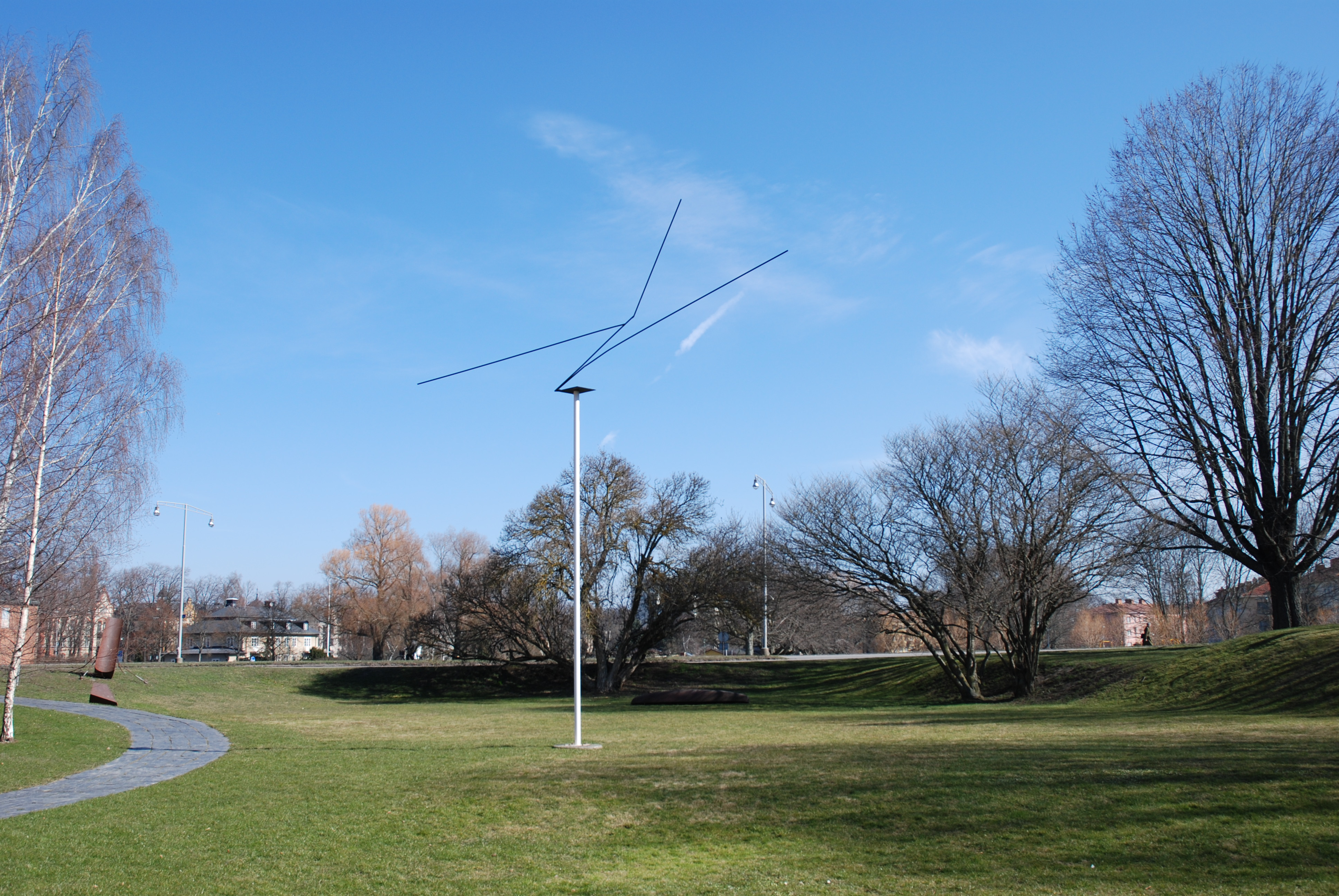
XRAF بواسطة Olle Baertling
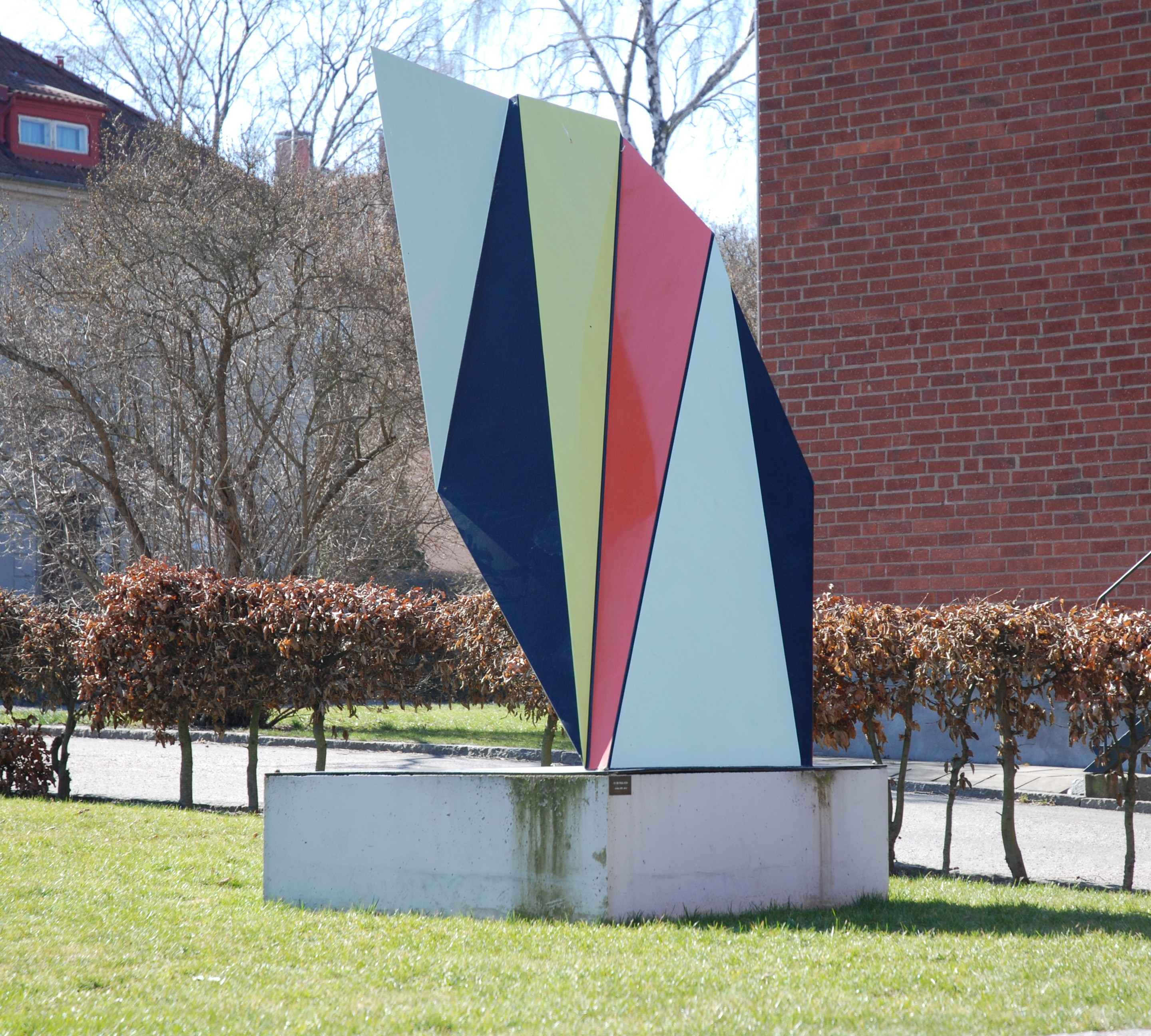
Sollefteå 1977 لجاكوب دالغرين
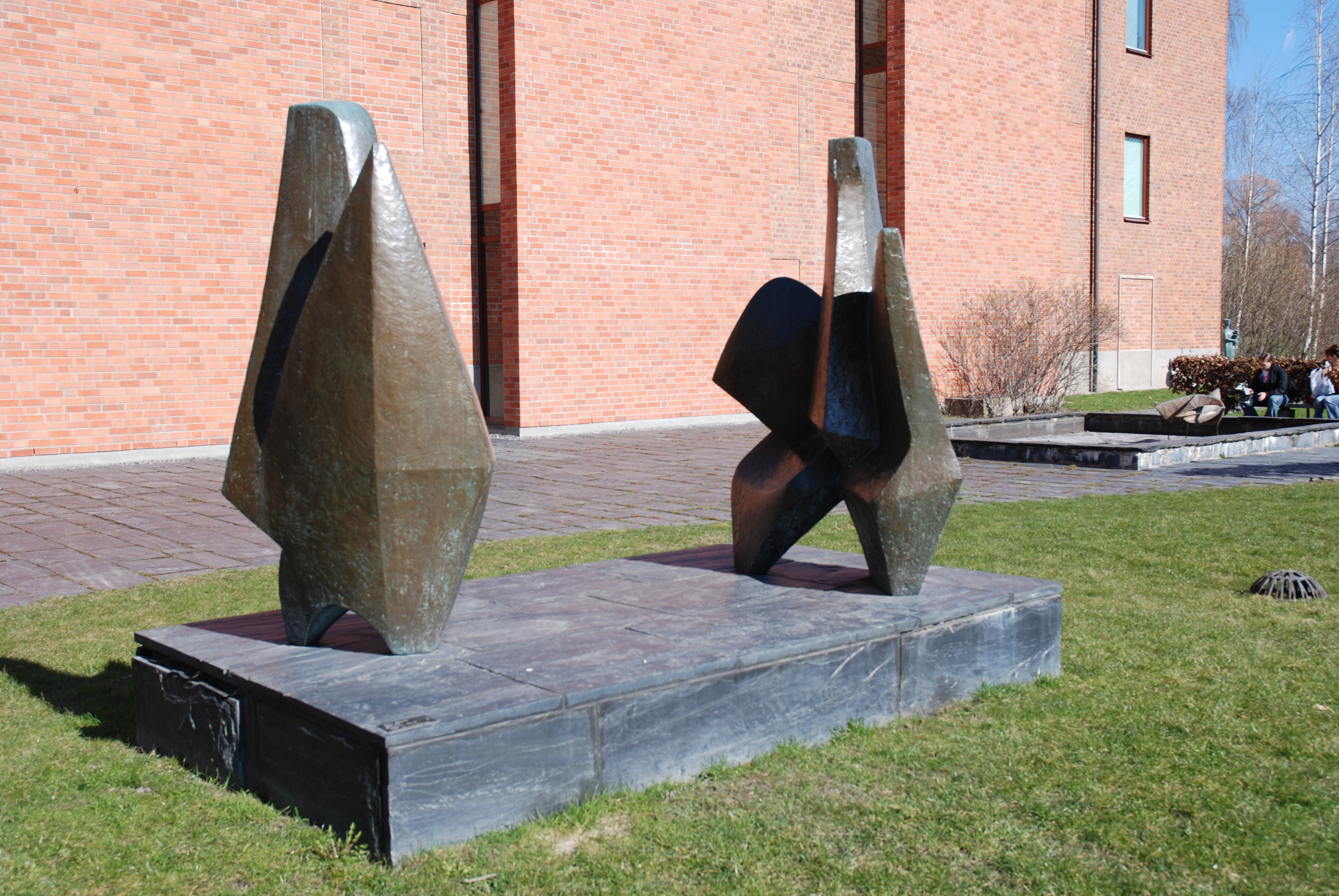
إنجازات إريك جريت  [لغات أخرى]‏
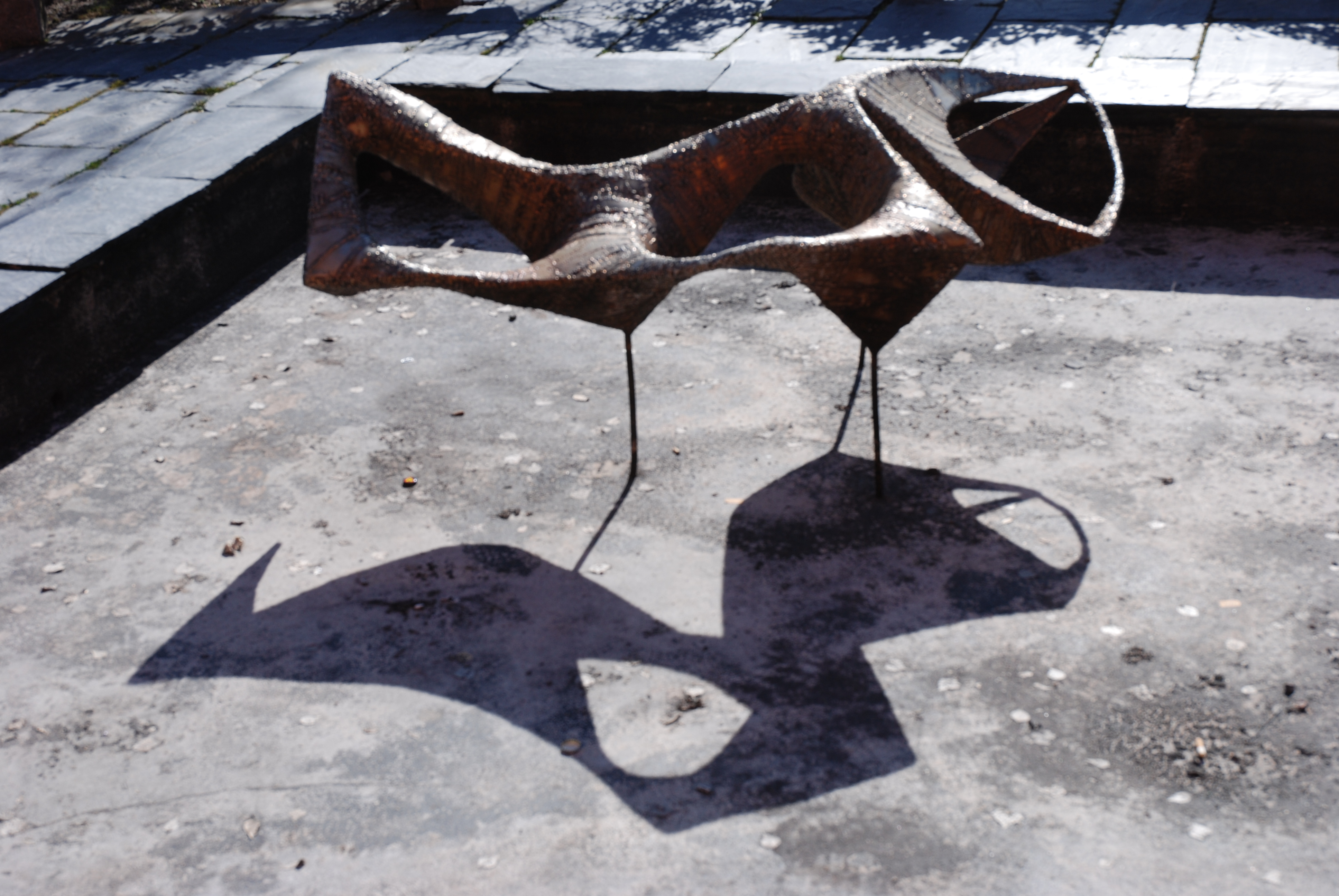
سمكة جيدة من Palle Pernevi